# Dankó utca
Dankó utca, ancienne Weinberg Gasse est une rue située dans le quartier de Magdolna, dans le 8e arrondissement de Budapest. Elle relie Mátyás tér à Baross utca et est traversée par Magdolna utca. On y trouve un centre d'hébergement pour sans-abris.